# 择天记
《择天记》是中國大陸動漫和影視智慧財產權（IP）作品，由阅文集团旗下文学作者猫腻所作玄幻小说，2014年5月28日正式在腾讯文学连载。2014年5月29日腾讯文学宣布投資将其动画化，上海福煦影视製作。

## 劇情
太始元年，有神石自太空飛來，分散落在人間，其中落在東土大陸的神石，上面鐫刻著奇怪的圖騰，人因觀其圖騰而悟道，后立國教。 數千年后，十四歲的少年孤兒陳長生，為治病改命離開自己的師父，帶著一紙婚約來到神都，從而開啟了一個逆天改命的崛起征程。

## 出版情况
- 猫腻. . 吉林美术出版社. 2015-09-01: 304頁 [2015]. ISBN 978-755-750-002-3 （中文）.（简体中文）

## 改编作品

### 漫畫
- 猫腻; 许培育; 袁蕾. . 吉林美术出版社. 2016-01-01: 135頁 [2016]. ISBN 978-755-750-508-0 （中文）.（简体中文）
- 猫腻; 许培育; 袁蕾. . 吉林美术出版社. 2016-01-01: 130頁 [2016]. ISBN 978-755-750-509-7 （中文）.（简体中文）

### 动画
由猫腻所作玄幻小说《择天记》改编。2014年5月29日騰訊文學宣布将其改编动画。第一季于2015年7月15日每双周三网路上传一集。第二季于2016年7月20日每周三网路上传一集。第三季于2017年7月26日每周三网路上传一集。第四季于2018年8月22日每周三早上10点上传一集。

### 电视剧
由腾讯影业、企鹅影业、柠萌影业、柠萌悦心、芒果TV、阅文集团联合出品。鹿晗、古力娜扎领衔主演。